# Vivid
| Оценки критиков | Оценки критиков |
| Источник        | Оценка          |
| --------------- | --------------- |
| AllMusic        | [ 1 ]           |
| Sputnikmusic    | [ 9 ]           |

Vivid — дебютный студийный альбом американской рок-группы Living Colour, был выпущен в 1988 году на лейбле Epic Records. Является одной из самых популярных записей 1988 года: диск занял 6-е место в чарте Billboard 200 и стал дважды «платиновым» в США. В поддержку альбома было выпущено пять синглов: «Cult of Personality», «Middle Man», «Glamour Boys», «Open Letter (To a Landlord)» и «Funny Vibe». Дебютный сингл коллектива — «Cult of Personality», стал лауреатом премии «Грэмми» в номинации «Лучшее хард-рок-исполнение».

## Список композиций
Слова и музыка всех песен — Вернон Рид, за исключением отмеченных.
| №                   | Название                                   | Автор(ы)                                                                          | Длительность |
| ------------------- | ------------------------------------------ | --------------------------------------------------------------------------------- | ------------ |
| 1.                  | «Cult of Personality»                      | Рейд, Мазз Скиллингз, Кори Гловер, Уилл Кэлхун                                    | 4:54         |
| 2.                  | «I Want to Know»                           |                                                                                   | 4:24         |
| 3.                  | «Middle Man»                               | Гловер, Рейд                                                                      | 3:47         |
| 4.                  | «Desperate People»                         | Кэлхун, Рейд, Гловер, Скиллингз                                                   | 5:36         |
| 5.                  | «Open Letter (To a Landlord)»              | Рейд, Трейси Моррис                                                               | 5:32         |
| 6.                  | «Funny Vibe»                               |                                                                                   | 4:20         |
| 7.                  | «Memories Can't Wait»                      | Дэвид Бирн, Джерри Харрисон (песня группы Talking Heads из альбома Fear of Music) | 4:30         |
| 8.                  | «Broken Hearts»                            |                                                                                   | 4:50         |
| 9.                  | «Glamour Boys»                             |                                                                                   | 3:39         |
| 10.                 | «What's Your Favorite Color? (Theme Song)» | Рейд, Гловер                                                                      | 3:56         |
| 11.                 | «Which Way to America?»                    |                                                                                   | 3:41         |
| Общая длительность: | Общая длительность:                        | Общая длительность:                                                               | 49:13        |

| №   | Название                                                               | Длительность |
| --- | ---------------------------------------------------------------------- | ------------ |
| 12. | «Funny Vibe» (Funky Vibe Mix)                                          | 3:43         |
| 13. | «Should I Stay or Should I Go» (Мик Джонс)                             | 2:27         |
| 14. | «What's Your Favorite Color? (Theme Song)» (Leblanc Remix)             | 5:39         |
| 15. | «Middle Man» (Концертная запись, Cabaret Metro, Чикаго; 9 ноября 1990) | 3:49         |
| 16. | «Cult of Personality» (Концертная запись the Ritz, Нью-Йорк; 1988)     | 4:59         |

## Участники записи

### Living Colour
- Кори Гловер[англ.] — вокал
- Вернон Рид — гитара
- Мазз Скиллингз[англ.] — бас-гитара
- Уилл Кэлхун[англ.] — ударные

### Дополнительные музыканты
- Мик Джаггер — губная гармоника (8), бэк-вокал
- Чак Ди — речитатив (6)
- Флэйва Флэй — социальный комментарий (6)
- The Fowler Family — дополнительный бэк-вокал (2 и 5)
- Деннис Даймонд — зазывала[англ.] на ярмарке (8)

## Хит-парады
| Чарт              | Высшая позиция |        |
| ----------------- | -------------- | ------ |
| New Zealand Chart | 2              | [ 10 ] |
| Billboard 200     | 6              | [ 11 ] |
| Norwegian Charts  | 7              | [ 12 ] |

Синглы
| Год  | Сингл                         | Чарт                   | Высшая позиция |
| ---- | ----------------------------- | ---------------------- | -------------- |
| 1988 | «Cult of Personality»         | Billboard Hot 100      | 13             |
| 1988 | «Cult of Personality»         | Mainstream Rock Tracks | 9              |
| 1988 | «Middle Man»                  | Denmark Singles Chart  | 55             |
| 1989 | «Glamour Boys»                | Billboard Hot 100      | 31             |
| 1989 | «Glamour Boys»                | Mainstream Rock Tracks | 26             |
| 1989 | «Open Letter (To a Landlord)» | Billboard Hot 100      | 82             |
| 1989 | «Open Letter (To a Landlord)» | Mainstream Rock Tracks | 11             |